# In God We Trust
Az In God We Trust (magyarul: Istenben bízunk) kifejezés az Amerikai Egyesült Államok jelenlegi nemzeti mottója, melyet egy 1956-ban kelt kongresszusi törvény szentesített. Szemben a vélekedéssel, mely szerint a törvény az E pluribus unum korábbi jelmondat helyébe léptette az újat, kongresszusi feljegyzések azt állítják, hogy: „Jelenleg az Egyesült Államoknak nincs nemzeti mottója. A bizottság megítélése szerint legyen az »In God we trust« kifejezés a nemzeti mottónk”.
Valójában az E pluribus unum kifejezés egyike volt a három 1782-ben megszavazott jelmondatnak, amelyek az Egyesült Államok nagypecsétjén szerepelnek, de semmilyen törvényhozó szerv nem nyilvánította a kifejezést a nemzet jelmondatának.
A mottó egyik lehetséges eredete Francis Scott Key 1814-ben írt költeménye, a The Star-Spangled Banner (ma az Egyesült Államok himnusza) utolsó szakasza, melyben először jelenik meg valamilyen formában a mottó: „…And this be our motto: »In God is our trust«. (S legyen ez a mottónk: Istenben a bizalmunk.)”
Emellett In God We Trust a mottója Florida államnak és szerepel Florida nagypecsétjén. Szintén e jelmondat szerepel 2001 óta Georgia zászlaján is.